# Programa para la valoración internacional de competencias de adultos

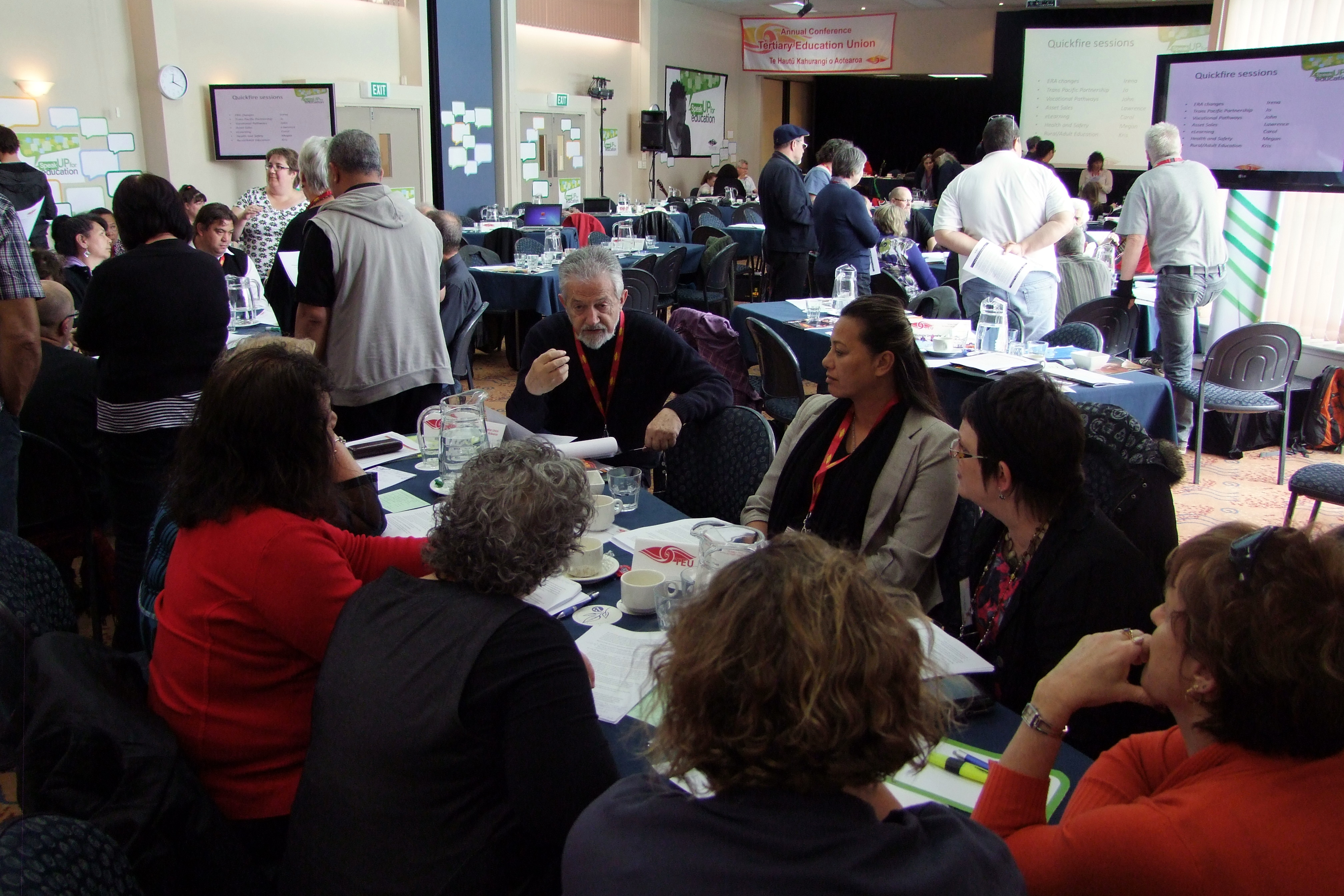
Taller sobre educación de adultos y en el medio rural

El Programa para la valoración internacional de competencias de adultos (PIAAC por sus siglas en inglés) es un estudio mundial de las habilidades cognitivas y laborales. Lo realiza la Organización para la Cooperación y el Desarrollo Económicos (OCDE) en 24 países. El objetivo principal es evaluar las habilidades de alfabetización, numerismo y resolución de problemas en entornos ricos en tecnología, y utilizar la información recogida para ayudar a los países a mejorar estas habilidades. El estudio se lleva a cabo sobre la población en edad laboral (entre 16 y 65 años). Los primeros datos se publicaron el 8 de octubre de 2013. Se espera que en 2021 o 2022 se publique una nueva encuesta PIAAC. Tiene similitudes con el Informe PISA, también realizado por la OCDE, pero sobre alumnado de 15 años.

## Antecedentes
Desde los comienzos de la década 1991-2000 la necesidad de evaluar la comprensión lectora en países desarrollados se ha encauzado mediante 2 grandes encuestas internacionales. La primera fue la Encuesta internacional de alfabetización de adultos (IALS por sus siglas en inglés), que se realizó en 1994, 1996 y 1998. La segunda fue la Encuesta internacional de alfabetización y habilidades para la vida de adultos, llevada a cabo en 2003, y entre 2006 y 2008.

## Habilidades básicas valoradas
El PIAAC evalúa 3 habilidades básicas centrales: alfabetización, numerismo y resolución de problemas en entornos ricos en tecnología.

### Alfabetización
La alfabetización abarca la capacidad de entender, utilizar e interpretar textos ya escritos, y de escribir nuevos textos (a veces para designar esta capacidad se emplea el término "alfabetismo", y se deja "alfabetización" para designar la actividad de enseñar a leer y escribir). La alfabetización, en este sentido de capacidad, es un prerrequisito para que la persona desarrolle su potencial, amplíe sus conocimientos y participe en sociedad. El ámbito de alfabetización en PIAAC incluye tareas como leer y entender la etiqueta de un fármaco, o un artículo periodístico breve. Además hay tareas que implican medios de comunicación digitales, como utilizar un sistema de búsqueda de trabajo en línea.

### Numerismo
El numerismo es la capacidad de razonar con conceptos numéricos sencillos y de aplicarlos a las demandas matemáticas de la vida diaria. Esto se mide, por ejemplo, con elementos que implican la evaluación de una oferta especial o la interpretación de información numérica en tablas y gráficos.

### Resolución de problemas en entornos ricos en tecnología
El PIAAC es la primera encuesta internacional que evalúa la resolución de problemas en entornos (TIC). Esta habilidad clave está definida como la capacidad de utilizar correctamente las tecnologías digitales, las herramientas de comunicación y las redes para buscar, comunicar e interpretar información. La primera ola del PIAAC se centra en cómo las personas acceden a la información en un entorno basado en ordenadores, y en cómo la utilizan. Los elementos de la encuesta incluyen ordenar y enviar correos electrónicos, rellenar formularios digitales, y evaluar el contenido informativo y la credibilidad de diferentes sitios web.

## Diseño de la encuesta
El PIAAC fue iniciado por los países miembros de la OCDE en 2008 y, como PISA, está diseñado para realizarse periódicamente (y así evaluar el progreso). La ronda 1 tuvo lugar en 2008-13 (estudio principal en 2011), ronda suplementaria 2 en 2012-16, y ronda 3 en 2014-18 (estudio principal en 2016-17). Los ciclos subsiguientes permitirán seguir y analizar los futuros cambios en las habilidades de personas adultas y proporcionarán las primeras indicaciones de dónde se han conseguido mejoras y dónde persisten déficits. En la ronda 1 del PIAAC participaron 24 países. Expresaron su interés en participar 9 países adicionales. En cada país se entrevistó y evaluó al menos a 5 000 personas entre 16 y 65 años aleatoriamente seleccionadas. La encuesta se llevó a cabo como una entrevista personal compuesta por un cuestionario seguido por una valoración de habilidades. El entrevistado completó independientemente, en presencia del entrevistador, una versión electrónica de esta valoración. Todo ello llevaba entre hora y media y 2 horas.

## Resultados
Los resultados se publicaron en 2013, junto con resúmenes en 25 lenguas.
| País                                       | Alfabetización   | Alfabetización              | Alfabetización | Numerismo        | Numerismo   | Resolución de problemas en entornos TIC | Resolución de problemas en entornos TIC | Resolución de problemas en entornos TIC | Diferencia media en la puntuación de hombres y mujeres | Diferencia media en la puntuación de hombres y mujeres | Diferencia media en la puntuación de nativos e inmigrantes |
|                                            | Puntuación media | % que ni siquiera empezaron | % < Nivel 1    | Puntuación media | % < Nivel 1 | Puntuación media                        | % no TIC                                | % < Nivel1                              | Alfabetización                                         | Numerismo                                              | Alfabetización                                             |
| ------------------------------------------ | ---------------- | --------------------------- | -------------- | ---------------- | ----------- | --------------------------------------- | --------------------------------------- | --------------------------------------- | ------------------------------------------------------ | ------------------------------------------------------ | ---------------------------------------------------------- |
| Australia                                  | 280,4            | 1,9                         | 3,1            | 267,6            | 5,7         | 227,1                                   | 21,2                                    | 9,2                                     | 4,4                                                    | 13,7                                                   | 36,9                                                       |
| Austria                                    | 269,5            | 1,8                         | 2,5            | 275              | 3,4         | 222,6                                   | 24,9                                    | 9,9                                     | 2,5                                                    | 13,2                                                   | 31,4                                                       |
| Canadá                                     | 273,5            | 0,9                         | 3,8            | 265,5            | 5,9         | 222,6                                   | 16,7                                    | 14,8                                    | 4,4                                                    | 14,6                                                   | 33                                                         |
| República Checa                            | 274              | 0,6                         | 1,5            | 275,7            | 1,7         | 229,3                                   | 24,6                                    | 12,9                                    | 4,6                                                    | 9                                                      | 3,5                                                        |
| Dinamarca                                  | 270,8            | 0,4                         | 3,8            | 278,3            | 3,4         | 222,5                                   | 14,1                                    | 13,9                                    | 3,6                                                    | 10,3                                                   | 42,7                                                       |
| Estonia                                    | 275,9            | 0,4                         | 2              | 273,1            | 2,4         | 229,1                                   | 29,1                                    | 13,8                                    | 2,6                                                    | 6                                                      | 15,5                                                       |
| Finlandia                                  | 287,5            | 0                           | 2,7            | 282,2            | 3,1         | 234,5                                   | 18,4                                    | 11                                      | 2,3                                                    | 10,2                                                   | 53,7                                                       |
| Francia                                    | 262,1            | 0,8                         | 5,3            | 254,2            | 9,1         |                                         | 28,1                                    |                                         | 2                                                      | 10,8                                                   | 35,4                                                       |
| Alemania                                   | 269,8            | 1,5                         | 3,3            | 271,7            | 4,5         | 219,4                                   | 17,7                                    | 14,4                                    | 5,2                                                    | 17,3                                                   | 31                                                         |
| Irlanda                                    | 266,5            | 0,5                         | 4,3            | 255,6            | 7,1         | 226,7                                   | 32,2                                    | 12,6                                    | 5,3                                                    | 11,9                                                   | 29                                                         |
| Italia                                     | 250,5            | 0,7                         | 5,5            | 247,1            | 8           |                                         | 41,5                                    |                                         | 0,4                                                    | 10,7                                                   | 29,2                                                       |
| Japón                                      | 296,2            | 1,2                         | 0,6            | 288,2            | 1,2         | 255,2                                   | 36,8                                    | 7,6                                     | 2,3                                                    | 12,3                                                   |                                                            |
| Corea                                      | 272,6            | 0,3                         | 2,2            | 263,4            | 4,2         | 236,5                                   | 30                                      | 9,8                                     | 5,8                                                    | 10,3                                                   | 54                                                         |
| Países Bajos                               | 284              | 2,3                         | 2,6            | 280,3            | 3,5         | 227,4                                   | 11,2                                    | 12,5                                    | 4                                                      | 16,7                                                   | 40,4                                                       |
| Noruega                                    | 278,4            | 2,2                         | 3              | 278,3            | 4,3         | 224,5                                   | 13,5                                    | 11,4                                    | 6,8                                                    | 14,8                                                   | 43,7                                                       |
| Polonia                                    | 266,9            | 0                           | 3,9            | 259,8            | 5,9         | 236,5                                   | 49,8                                    | 12                                      | -1,8                                                   | 1,9                                                    |                                                            |
| Eslovaquia                                 | 273,8            | 0,3                         | 1,9            | 275,8            | 3,5         | 238                                     | 36,4                                    | 8,9                                     | -1,8                                                   | 2,4                                                    | -1,8                                                       |
| España                                     | 251,8            | 0,8                         | 7,2            | 245,8            | 9,5         |                                         | 33,9                                    |                                         | 6,8                                                    | 12,5                                                   | 34,2                                                       |
| Suecia                                     | 279,2            | 0                           | 3,7            | 279,1            | 4,4         | 227,8                                   | 12,1                                    | 13,1                                    | 5,4                                                    | 13,6                                                   | 52,9                                                       |
| Estados Unidos                             | 269,8            | 4,2                         | 3,9            | 252,8            | 9,1         | 224,8                                   | 15,6                                    | 15,8                                    | 2,4                                                    | 14,1                                                   | 30,8                                                       |
| Flandes (Bélgica)                          | 275,5            | 5,2                         | 2,7            | 280,4            | 3           | 227,8                                   | 15,6                                    | 14,8                                    | 6,6                                                    | 16                                                     | 48,4                                                       |
| Inglaterra/Irlanda del Norte (Reino Unido) | 272,5            | 1,4                         | 3,3            | 261,7            | 6,3         | 222,9                                   | 14,6                                    | 15,1                                    | 2,7                                                    | 14,3                                                   | 34,3                                                       |
| Chipre                                     | 268,8            | 17,7                        | 1,6            | 264,6            | 3,4         |                                         | 38,3                                    |                                         | -0,9                                                   | 7,3                                                    | 26                                                         |
| Rusia                                      | 275,2            | 0                           | 1,6            | 269,9            | 2           | 234,4                                   | 33,6                                    | 14,9                                    |                                                        |                                                        |                                                            |
| Promedio                                   | 272,8            | 1,2                         | 3,3            | 268,7            | 5           | 229,2                                   | 24,4                                    | 12,3                                    | 3,5                                                    | 11,7                                                   | 33,8                                                       |

Notas:
1. En Bélgica y Reino Unido no se hizo la encuesta en todo el territorio, sino solo en las entidades subnacionales de Flandes, Inglaterra e Irlanda del Norte. Aparecen al final de la tabla seguidos por 2 países no miembros de la OCDE, pero sí asociados (Chipre y Rusia), que participaron. Las cifras para Rusia son preliminares y no incluyen Moscú o cualesquiera elementos de la categoría "faltante".
2. Los participantes eran ordenados en 5 niveles (3 en resolución de problemas). El nivel 1 corresponde a 176 puntos. Los porcentajes de quienes puntuaron menos del nivel 1 aparecen en la correspondiente columna de la tabla. Algunas personas, por discapacidades intelectuales, de aprendizaje, o trastornos del lenguaje, ni siquiera empezaron la encuesta (non-starters) y se designan también en la categoría "faltante" (missing). Para calcular las medias, se les asignó una puntuación de 85. La máxima puntuación que podía obtener un entrevistado era 500.
3. Las últimas tres columnas muestran las diferencias medias de puntuación entre hombres y mujeres, y entre nativos del país e inmigrantes. Un valor positivo, por ejemplo entre la puntuación de hombres y mujeres, indica que la puntuación de los hombres es superior.
4. Francia, Italia, España y Chipre no participaron en la prueba de resolución de problemas. La columna "No TIC" incluye a quienes no tenían experiencia con ordenadores, optaron por no utilizarlos o fallaron una prueba de competencias digitales básicas.
5. "Chipre" se refiere solo a la parte de la isla bajo control de la República de Chipre.

### Niveles de competencia
- Faltante: individuos en este nivel que fueron incapaces de completar el cuestionario.
- Por debajo del nivel 1: la persona entrevistada puede leer textos breves sobre temas familiares y localizar una información específica idéntica en forma a esa misma información en el cuestionario.
- Nivel 1 (176 puntos): puede completar formularios sencillos, entender vocabulario básico, determinar el significado de frases, y leer textos continuos con cierta fluidez.
- Nivel 2 (226 puntos): puede integrar dos o más informaciones basadas en criterios, comparar y contrastar o razonar sobre la información y hacer inferencias de bajo nivel.
- Nivel 3 (276 puntos): puede entender y responder apropiadamente a textos densos o largos, incluyendo páginas continuas, discontinuas, mezcladas o múltiples.
- Nivel 4 (326 puntos): puede realizar operaciones de múltiples pasos para integrar, interpretar o sintetizar información de textos complejos o largos, continuos, discontinuos, mezclados o múltiples que contienen información condicional o contradictoria.
- Nivel 5 (376 puntos): puede realizar tareas que implican buscar e integrar información a través de textos múltiples y densos; también puede construir síntesis de ideas similares u opuestas, además de evaluar pruebas y argumentos.

Para detalles de las pruebas de numerismo y TIC véase OECD, 2013.